# Wizarding World of Harry Potter

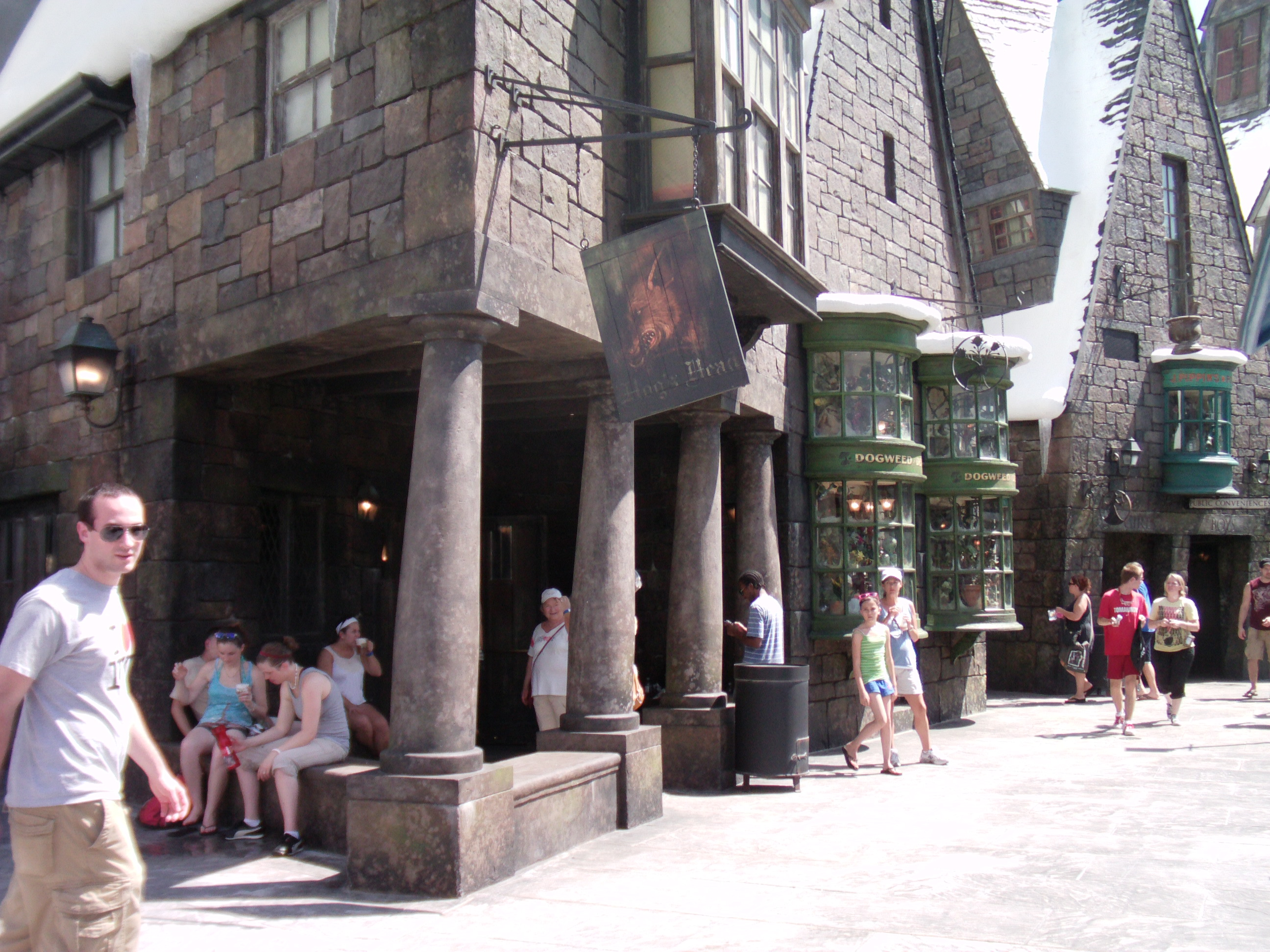
Hog's Head

The Wizarding World of Harry Potter zijn themagebieden in verschillende attractieparken van Universal Parks & Resorts. In deze themagebieden staan de verhalen omtrent het personage Harry Potter centraal. De themagebieden zijn een replica bestaand uit bekende scènes, gebouwen en objecten uit de filmreeks omtrent Harry Potter zoals: Zweinstein, Perron Negen en Driekwart en Goudgrijp. De meeste gebouwen kunnen bezoekers betreden en zijn ingericht als bijvoorbeeld: souvenirwinkel of attractie.

## Geschiedenis
De rechten omtrent Harry Potter liggen in handen van de filmstudio Warner Bros.. Zij maakte gebruik van deze rechten door in 2001 de walkthrough Harry Potter Movie Magic Experience in het Australische Warner Bros. Movie World te openen. De eerste attractie rondom het de verhalen van Harry Potter. Echter in 2003 sloot de attractie zijn deuren.
In januari 2007 kwam het bericht naar buiten dat het themagebied Lost Continent in het attractiepark Islands of Adventure een ander thema zou gaan krijgen. In de periode die daarop volgde beweerden verschillende personen, waaronder een blogger dat het thema Harry Potter zou gaan worden. Op 31 mei 2007 bracht Universal naar buiten dat het in samenwerking met Warner Bros. een themagebied omtrent Harry Potter wilde bouwen. De planning was dat het nieuwe gebied inclusief attracties in 2009 zou openen.
De bouw van het eerste deel, in Islands of Adventures, van het themagebied startte in 2008. De opening van het themagebied was in de zomer van 2010. Twee jaar later werd er gestart met deel 2 van het themagebied in Universal Studios Florida. In juli 2014 werd het gebied geopend.
Het themagebied van in Islands of Adventures, met daarin het kasteel van Zweinstein en het naastgelegen dorp Zweinsveld, is de originele versie. Dit themadeel zo goed als gekopieerd in de andere Universal Resorts. In juli 2014 opende in Universal Studios Japan de eerste min of meer kopie van dit themagebied. In april 2016 opende in Universal Studios Hollywood ook dit themagebied met nagenoeg dezelfde attracties. Op 20 september 2021 opende in Universal Studios Beijing de derde kopie van dit themagebied.

## Locaties

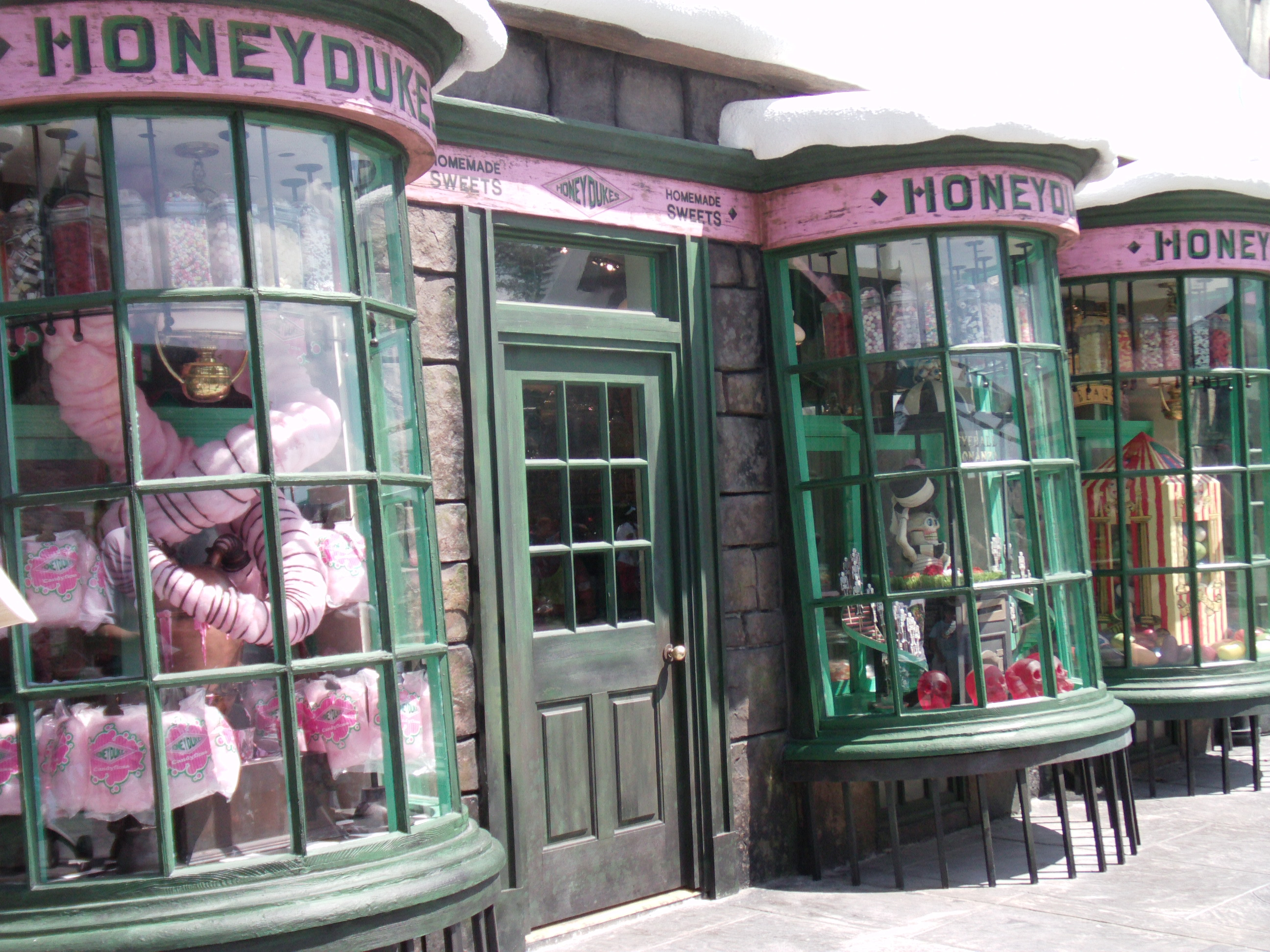
Honeydukes

### Universal Orlando Resort
Het themagebied in dit resort ligt in twee attractieparken die beide onderdeel zijn van het Universal Resort Orlando. Het is daarmee de grootste themagebied van alle Wizarding World's. Beide themadelen zijn verbonden met een spoorlijn.

#### Islands of Adventures
Het eerste themadeel is het kasteel van Zweinstein en het naastgelegen dorp Zweinsveld.
Attracties
- Harry Potter and the Forbidden Journey
- Flight of the Hippogriff
- Hogwarts Express
- Hagrid's Magical Creatures Motorbike Adventure

Gesloten attracties
- Dragon Challenge

#### Universal Studios Florida

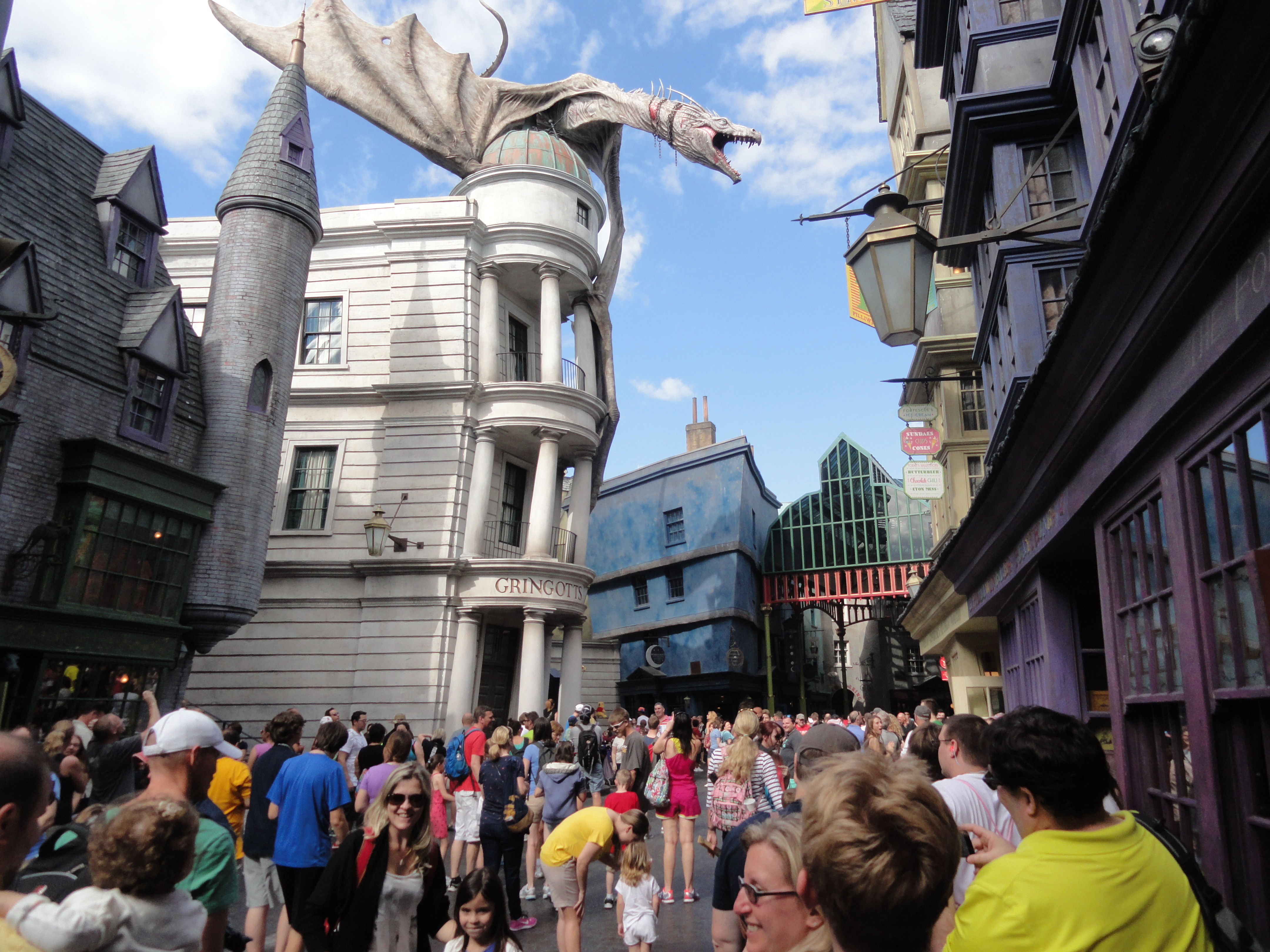
Goudgrijp

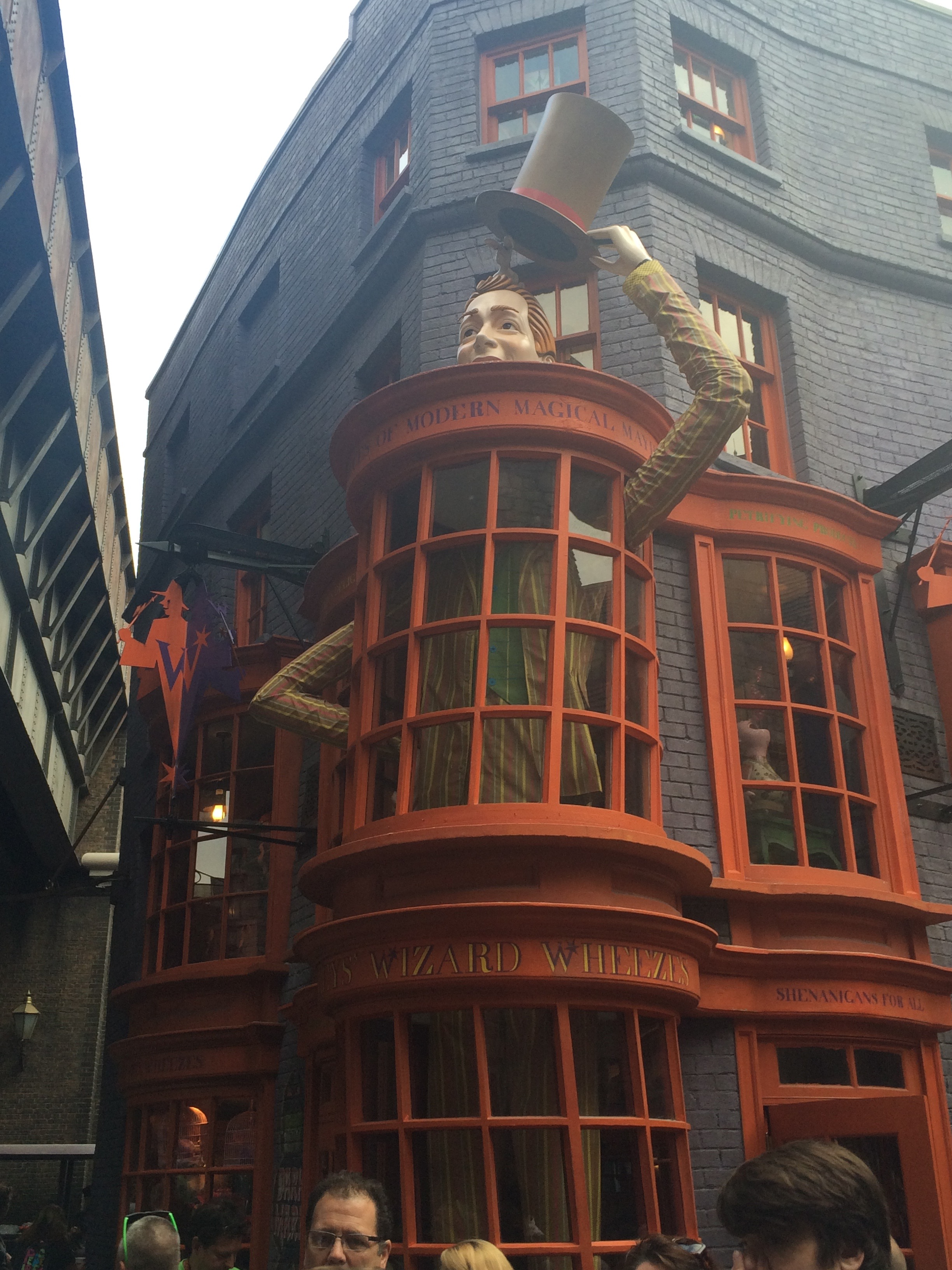
Tovertweelings Topfopshop

Het tweede themadeel is Perron negen en driekwart en de Wegisweg met Goudgrijp.
Attracties
- Harry Potter and the Escape from Gringotts
- Hogwarts Express

### Universal Studios Japan
Dit is het derde themagebied over Harry Potter. Het opende in 2014 in Universal Studios Japan. Het is min of meer een kopie van het deel in Islands of Adventures.
Attracties
- Harry Potter and the Forbidden Journey
- Flight of the Hippogriff

### Universal Studios Hollywood
Dit is het vierde Wizarding World themagebied. Het opende in 2016 in Universal Studios Hollywood. Het is min of meer een kopie van het deel in Islands of Adventures.
Attracties
- Harry Potter and the Forbidden Journey
- Flight of the Hippogriff

### Universal Studios Beijing
Dit vijfde themagebied is gepland om in mei 2021 samen met het nieuwste Universal attractiepark, Universal Studios Beijing, open te gaan. Ook dit gebied lijkt min of meer een kopie van het deel in Islands of Adventures te worden.
Attracties
- Harry Potter and the Forbidden Journey
- Flight of the Hippogriff